# Heterobranchia inferiori
Heterobranchia inferiori  è una infraclasse di molluschi gasteropodi della sottoclasse Heterobranchia.

## Distribuzione e habitat
Sebbene la stragrande maggioranza degli eterobranchi inferiori siano organismi marini, alcuni sono riusciti a passare all'acqua dolce.

## Tassonomia
Il raggruppamento figurava nella tassonomia dei gasteropodi di Bouchet e Rocroi del 2005 come "gruppo informale", termine che stava ad indicare la mancanza di certezze sulla sua monofilia, e comprendeva anche le superfamiglie Acteonoidea, Glacidorboidea, Pyramidelloidea, Ringiculoidea e Rissoelloidea, nonché l'enigmatica famiglia Tjaernoeiidae. Studi successivi hanno portato ad escudere le suddette superfamiglie dal raggruppamento, includendole tra gli Euthyneura. A seguito di questa redifinizione il raggruppamento risulta essere monofiletico e figura nella classificazione di Bouchet e Rocroi del 2017 con il rango di infraclasse.
Secondo il World Register of Marine Species (2020) l'infraclasse Heterobranchia inferiori comprende le seguenti superfamiglie:
- Architectonicoidea Gray, 1850
- Cimoidea Warén, 1993
- Mathildoidea Dall, 1889
- Murchisonelloidea T.L. Casey, 1904
- Omalogyroidea G.O. Sars, 1878
- Orbitestelloidea Iredale, 1917
- Rhodopoidea Ihering, 1876
- Valvatoidea Gray, 1840